# جيروم كيرن
جيروم ديفد كيرن (بالإنجليزية: Jerome David Kern)‏ (27 يناير]] 1885 - 11 نوفمبر 1945) موسيقي أمريكي.

## روابط خارجية
- جيروم كيرن على موقع IMDb (الإنجليزية)
- جيروم كيرن على موقع الموسوعة البريطانية (الإنجليزية)
- جيروم كيرن على موقع ألو سيني (الفرنسية)
- جيروم كيرن على موقع ميوزك برينز (الإنجليزية)
- جيروم كيرن على موقع أول موفي (الإنجليزية)
- جيروم كيرن على موقع قاعدة بيانات برودواي على الإنترنت (الإنجليزية)
- جيروم كيرن على موقع قاعدة بيانات الأفلام السويدية (السويدية)
- جيروم كيرن على موقع إن إن دي بي (الإنجليزية)
- جيروم كيرن على موقع أول ميوزيك (الإنجليزية)
- جيروم كيرن على موقع ديسكوغز (الإنجليزية)